# Pristimantis capitonis
Pristimantis capitonis es una especie de anfibio anuro de la familia Craugastoridae.

## Distribución
Esta especie es endémica de la vertiente occidental de la Cordillera Occidental en Colombia. Habita en los departamentos de Cauca y Valle del Cauca entre los 2.530 y 2.800 m de altitud.

## Descripción
Los machos miden de 17.8 a 22.7 mm y las hembras de 25.3 a 28.9 mm.

## Publicación original
- Lynch, 1998 : New species of Eleutherodactylus from the Cordillera Occidental of western Colombia with a synopsis of the distributions of species in western Colombia. Revista de la Academia Colombiana de Ciencias Exactas Físicas y Naturales, vol. 22, n.º 82, p. 117-148[5]